# Natalia Attardi Donini
Natalia Attardi Donnini (Roccastrada, 25 dicembre 1897 – Trevignano Romano, 12 maggio 1982) è stata una scrittrice italiana. 
Il suo nome di nascita è Natalina.

## Biografia
Natalia Donnini nasce a Roccastrada il 25 dicembre 1897. Si sposa con Aurelio Attardi il primo giugno del 1921 a Santo Stefano Quisquina. Il marito Aurelio era un sindacalista e componente attivo nella Federazione dei Marittimi. Dopo la nascita a Sori del figlio Ugo Attardi (celebre pittore) la famiglia è costretta dal regime fascista a lasciare la Liguria, poiché Aurelio non era tesserato al Partito Nazionale Fascista, per trasferirsi in Sicilia (regione natale del marito), prima a Santo Stefano Quisquina e - successivamente - a Palermo.
Natalia era una giornalista e collaborò prima della Seconda guerra mondiale con il Giornale di Sicilia, L'Ora, L’Adriatico, Il Tricolore.
Prese parte al premio D’Annunzio con Il Filo di Arianna e al premio Giovinezza con la commedia Lo sciopero delle bestie.
Partecipò alla mostra del libro di Palermo, anno 1938.
Natalia Attardi Donnini morì a Trevignano Romano il 12 maggio 1982.

## Opere
- Filo di Arianna, Editore La Prora. 1939[4]
- I carusi delle zolfare[5]
- Storia di Formicola e del formicolaio[6], encomiato al Concorso nazionale Gastaldi 1959[7]
- Povestea Furnicuţei ʂi a furnicarului[8]

### Opere pubblicate sulla rivista Pioniere[9]
- Bettina un racconto partigiano - Pubblicato 1958 al n. 49
- Ragazzi di Sicilia, Pippuzzo il salinaro - Pubblicato 1959 al n. 8
- Carmelina la capellante - Pubblicato 1959 al n. 35
- Maruzza la seggiara - Pubblicato 1959 al n. 35
- I ragazzi di Maremma. Il terzo gode - Pubblicato 1960 al n. 49
- Storia di formicola e del formicolaio - Pubblicato 1961 al n. 17